# Calea Ferată din Moldova

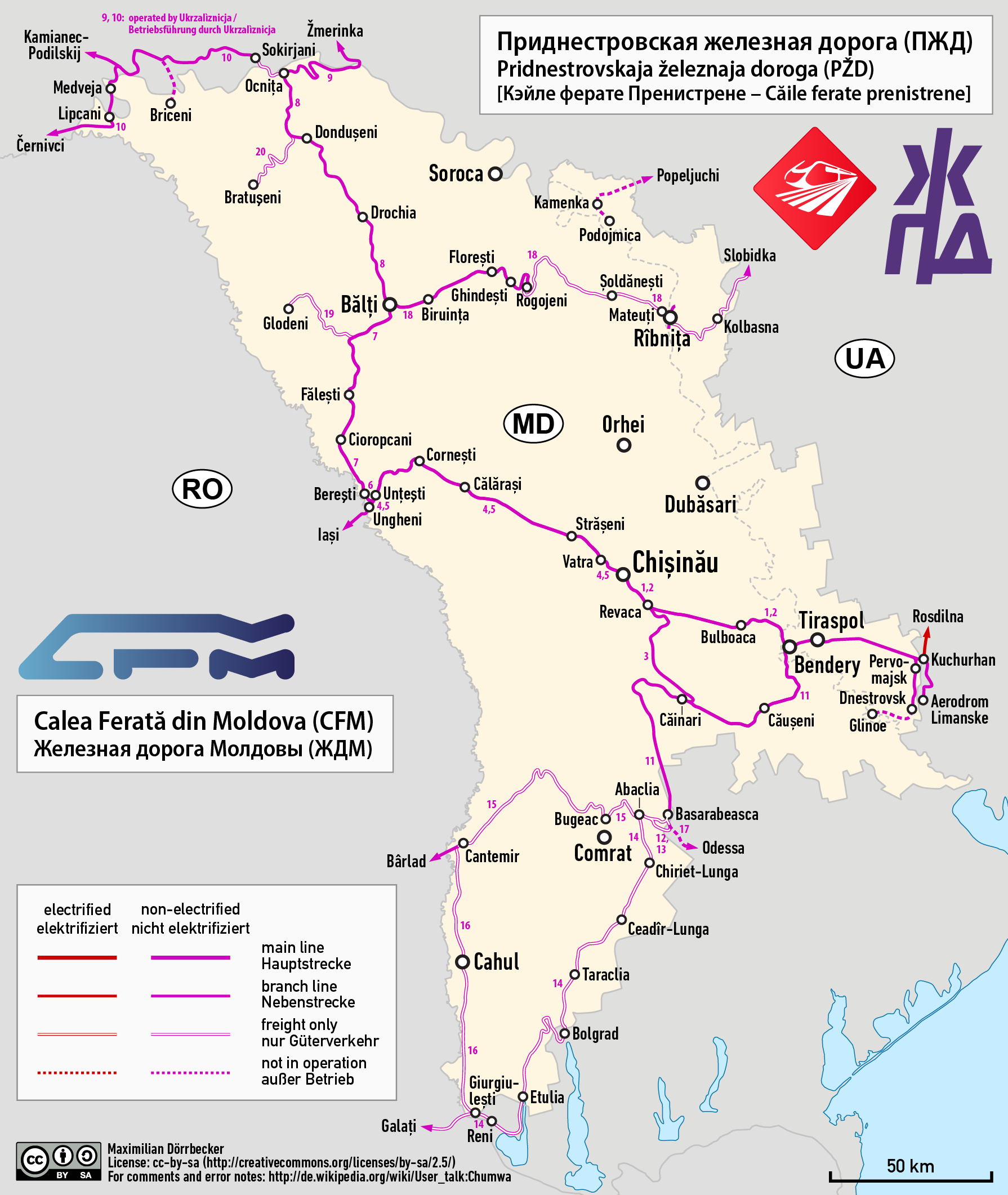
Karte des moldauischen Bahnnetzes

Calea Ferată din Moldova (kurz CFM; russisch Железная дорога Молдовы – Schelesnaja doroga Moldowy; Abkürzung SDM bzw. ЖдМ) ist die Eisenbahngesellschaft der Republik Moldau. Sie entstand nach dem Zerfall der Sowjetunion als Nachfolger der Sowjetischen Eisenbahnen und deren Unterabteilung Молдовская железная дорога/Moldowskaja Schelesnaja Doroga auf dem moldauischen Staatsgebiet. Der Gesellschaft wurde von der UIC der Länder-Code 23 zugeteilt. Interimistischer Generaldirektor der Moldauischen Eisenbahn ist seit Februar 2024 Serghei Tomşa.

## Geschichte
Die Bahngesellschaft entstand 1991 als Nachfolger der Sowjetischen Eisenbahnen und deren bereits am 15. Juli 1979 gegründeter Unterabteilung Moldowskaja Schelesnaja Doroga. Am 30. März 1992 wurden die Agenden für den Betrieb der Eisenbahn dem Ministerium für Transport und Verkehr übergeben, diesem untersteht die Gesellschaft bis heute. Neben den von der SŽD übernommenen Strecken wurden auch einige Neubaustrecken errichtet. Bedingt durch die Sezession Transnistriens und das Problem der Nutzung der Schienenwege auf diesem Gebiet durch die Moldauischen Bahnen wurde im Herbst 2005 die 1944 eingestellte und zerstörte Strecke von Chișinău nach Căinari reaktiviert, damit wieder Züge in die südlichen Landesteile Moldaus verkehren können. 2008 kam auch die Neubaustrecke von Giurgiulești nach Cahul hinzu. 2005 kam es zur endgültigen Trennung der Streckenteile, die im von Transnistrien beanspruchten Gebiet liegen. Diese werden seither von der Pridnestrowskaja schelesnaja doroga („Transnistrische Eisenbahnen“) verwaltet.
Die von Popeljuchy in der Ukraine ausgehende und ebenfalls in Transnistrien/Camenca endende Schmalspurstrecke (siehe Schmalspurnetz Hajworon) ist seit 1997 stillgelegt, die Gleise wurden großteils 1999 entfernt.
Laut einem Bericht der Zeitschrift Lok Report – der sich auf einen Beitrag der moldauischen Zeitung Timpul de dimineața bezieht – steht die staatliche Eisenbahngesellschaft seit 2017 kurz vor dem Konkurs. Insbesondere der starke Rückgang der Fahrgastzahlen um bis zu 60 Prozent und der geringe Güterverkehr seien Ursachen dessen. Die Schulden sollen sich auf 700 Millionen Lei (gut 33 Millionen Euro, Wechselkurs Ende 2017) belaufen. Der Zugverkehr wurde seitdem massiv eingeschränkt, es fahren lediglich einzelne Reisezüge.
Im Februar 2025 wurde über Massendemonstrationen von CFM-Personal berichtet, nachdem diese schon einige Monate keinen Lohn mehr erhalten hatten.
In Folge des Russischen Überfalls auf die Ukraine seit dem Frühjahr 2022 kommt den Bahnverbindungen von dort nach Europa, insbesondere für den ukrainischen Getreideexport, erhöhte Bedeutung zu. So wurde noch 2022 die Bahnstrecke Odessa–Basarabeasca wieder aufgebaut und eröffnet und am 31. Mai 2023 eine Absichtserklärung zwischen beiden Staaten über die Sanierung des Bahnkorridors Vălcinet–Ocnița–Bălți–Ungheni–Cuișnău–Căinari unterzeichnet. Die Europäische Kommission und die Europäische Bank für Wiederaufbau und Entwicklung haben dafür 71 Mio. Euro zugesagt.

## Betrieb
Das Eisenbahnnetz Moldaus umfasste 2010 eine Streckenlänge von 1239,3 Kilometern, von denen 1225,4 Kilometer in russischer Breitspur (1520 mm) und 13,9 Kilometer in Normalspur (1435 mm) ausgeführt sind. Die Strecken der Moldauischen Bahnen sind bis auf die Strecke zwischen Rosdilna und Bender durchgehend eingleisig und nicht elektrifiziert; der Verkehr erfolgt mit dieselgetriebenen Fahrzeugen. Im Westen grenzt das Netz an die Rumänischen Eisenbahnen (mit Spurwechsel von 1520 auf 1435 mm, vgl. Umspurung), im Osten an das Netz der Ukrainischen Eisenbahnen.
Folgende Strecken sind in Betrieb:
- Bahnstrecke Abaclia–Cantemir
- Bahnstrecke Bălți–Ungheni
- Bahnstrecke Bender–Galați (bis zum Grenzbahnhof Giurgiulești und weiter nach Rumänien; führt mehrfach über ukrainisches Gebiet mit Betriebsführung durch die CFM)
- Bahnstrecke Cantemir–Giurgiulești
- Bahnstrecke Chișinău–Căinari
- Bahnstrecke Odessa–Basarabeasca (Wiedereröffnung 2022)[7]
- Bahnstrecke Rosdilna–Iași (ab ukrainischer Grenzstation Kutschurhan/Novosavițcaia auf moldauischem Gebiet, zwischen Novosavițcaia und Bender-2 unter Kontrolle der Transnistrischen Eisenbahnen; ab Grenzbahnhof Ungheni weiter nach Rumänien)
- Bahnstrecke Schmerynka–Bălți (ab ukrainischer Grenzstation Mohyliw-Podilskyj/Vălcineț auf moldauischem Gebiet)
- Bahnstrecke Slobidka–Bălți (ab ukrainischer Grenzstation Timkowe/Cobasna auf moldauischem Gebiet, zwischen Cobasna und Rîbnița unter Kontrolle der Transnistrischen Eisenbahnen)
- Bahnstrecke Tscherniwzi–Ocnița (ab ukrainischer Grenzstation Mamalyha auf moldauischem Gebiet, danach mehrfach wieder durch ukrainisches Gebiet mit Betriebsführung durch die CFM)

## Fahrzeuge
2018 wurden 12 Lokomotiven der Evolution Series von GE Transportation Systems bestellt.